# I Zw 36
I Zwicky 36 (a menudo abreviada como I Zw 36) es una galaxia enana compacta azul. Las estrellas que más abundan en I Zwicky 36 son de las que se pueden considerar jóvenes, en términos estelares, con edades por debajo de los tres millones.

## Observaciones recientes
La I Zw 36 (≈Z⊙/14) fue estudiada mediante el telescopio espacial Hubble obteniéndose imágenes en la longitud de onda de los rayos IR cercanos. Imágenes previas en la longitud UV cercana del espectro se obtuvieron mediante la pre-COSTAR Faint Object Camera —FOC por sus siglas (en inglés)—. Se colectaron datos de la Near Infrared Camera and Multi-Object Spectrometer —NICMOS, por sus siglas (en inglés)—. Mientras que con la FOC se evidenciaron estrellas calientes y masivas,  los datos de la NICMOS proporcionan un censo de las estrellas frías, de masas intermedias y bajas. Hay indicaciones de que hubo actividad de formación estelar antes de los eventos que condujeron a su clasificación como galaxia enana azul compacta/Wolf-Rayet. La detección de ramas luminosas y asintóticas de estrellas, precisa que estas se hayan formado varios millones de años atrás. Las ramas de gigantes rojas indican estrellas de por lo menos 1-2 Gigaaños.